# Орешень
Орешень, Орешені (рум. Orășeni) — село у повіті Харгіта в Румунії. Входить до складу комуни Мертініш.
Село розташоване на відстані 200 км на північ від Бухареста, 40 км на південний захід від М'єркуря-Чука, 59 км на північ від Брашова.

## Населення
За даними перепису населення 2002 року у селі проживали 286 осіб, з них 285 осіб (99,7%) угорців. Рідною мовою 285 осіб (99,7%) назвали угорську.